# Rasmus Birkeland
Rasmus Ingvald Birkeland (Austevoll, 14 de abril de 1888-Austevoll, 12 de diciembre de 1972) fue un deportista noruego que compitió en vela en la clase 12 Metre. Fue hermano del también regatista Halvor Birkeland.
Participó en los Juegos Olímpicos de Amberes 1920, obteniendo una medalla de oro en la clase 12 Metre.

## Palmarés internacional
| Juegos Olímpicos | Juegos Olímpicos  | Juegos Olímpicos | Juegos Olímpicos        |
| Año              | Lugar             | Medalla          | Clase                   |
| ---------------- | ----------------- | ---------------- | ----------------------- |
| 1920             | Amberes (Bélgica) | Medalla de oro   | 12 Metre (sistema 1907) |